# National Air and Space Museum
Het National Air and Space Museum is een museum in Washington D.C. en maakt deel uit van het Smithsonian Institution. Het heeft de grootste collectie van vlieg- en ruimtevaartuigen in de wereld. Het is ook een centrum voor onderzoek naar de geschiedenis, onderzoek en technologie van de lucht- en ruimtevaart. Ook wordt er planetologie, geologie en geofysica in het centrum onderzocht.
Het museum wordt gezien als een van de meest significante werken van het nieuwe bouwen van Washington D.C.. Omdat het museum nabij het Capitool staat, wilde het Smithsonian Institution een architectonisch indrukwekkend gebouw dat niet te veel afweek van het Capitool. Architect Gyo Obata nam de uitdaging aan en ontwierp het museum als vier simpele kubussen van travertijn, waarin de kleinere en meer theatrale tentoonstellingen, die werden verbonden door drie grote glazen atriums waarin de grotere tentoonstellingen, zoals raketten, vlieg- en ruimtevaartuigen, worden gehouden. Het museum, dat werd gebouwd door Gilbane Building Company, werd voltooid in 1976.
Tot de collectie behoren onder andere de Wright Flyer, Friendship 7-ruimtecapsule en de Command Module Columbia van de Apollo 11.

## Steven F. Udvar-Hazy Center
Grotere stukken van de collectie worden sinds december 2003 tentoongesteld in een annex van het museum,  het Steven F. Udvar-Hazy Center bij Washington Dulles International Airport in Chantilly. Daar staan onder meer de Enola Gay B-29 Superfortress bommenwerper, het ruimteveer Discovery, een Air France Concorde, een Blackbird Lockheed SR-71 en zo'n 200 andere vliegtuigen tentoongesteld.
Tot de Discovery in april 2012 in het museum aankwam stond ook de spaceshuttle Enterprise hier. De Enterprise is toegevoegd aan de museumcollectie van het Intrepid Sea, Air & Space Museum in New York.